# Santo Antônio da Alegria (ort)
Santo Antônio da Alegria är en ort i Brasilien.   Den ligger i kommunen Santo Antônio da Alegria och delstaten São Paulo, i den sydöstra delen av landet, 600 km söder om huvudstaden Brasília. Santo Antônio da Alegria ligger 791 meter över havet och antalet invånare är 6 304.
Terrängen runt Santo Antônio da Alegria är platt åt nordväst, men åt sydost är den kuperad. Santo Antônio da Alegria ligger nere i en dal. Runt Santo Antônio da Alegria är det glesbefolkat, med 20 invånare per kvadratkilometer.. Det finns inga andra samhällen i närheten. 
Omgivningarna runt Santo Antônio da Alegria är huvudsakligen savann.